# 伊蘇拉納
21°19′S 46°56′E / 21.317°S 46.933°E
伊蘇拉納，是馬達加斯加的城鎮，位於該國中部，由上馬齊亞特拉區負責管轄，是伊桑德拉區的首府，海拔高度1,123米，主要經濟活動是農業，2001年人口10,431。